# Камга, Жозеф
Жозеф Камга (фр. Joseph Kamga; род. 17 августа 1953, Камерун) — камерунский футболист, полузащитник. Был в составе сборной Камеруна на Чемпионате мира 1982 в Испании.

## Клубная карьера
Всю свою профессиональную карьеру играл за камерунские клубы: «Лион Яунде», «Тоннер», «Юнион Дуала», «Униспорт де Бафанг».

## Достижения
- Обладатель Кубка обладателей кубков КАФ: 1981
- Обладатель Кубка Камеруна: 1980